# El mural (película)
El mural es una película argentina-mexicana biográfica-dramática de 2010 dirigida por Héctor Olivera. El guion fue escrito por Olivera y Antonio Armonía. Es protagonizada por Bruno Bichir, Luis Machín, Carla Peterson y Ana Celentano. Se estrenó el 20 de mayo de 2010.
El título alude al famoso mural que realizó el pintor mexicano David Alfaro Siqueiros en 1933 en la fastuosa casaquinta de Don Torcuato del periodista y empresario uruguayo radicado en Argentina Natalio Botana que, luego de diversos avatares, se exhibe al público desde diciembre de 2010. El documental Los próximos pasados (2006), de Lorena Muñoz, también analiza la historia del mural de Siqueiros.

## Sinopsis
La historia relata las distintas circunstancias que llevaron al pintor David Alfaro Siqueiros a realizar, durante los meses que estuvo en Argentina en los años treinta, el famoso mural de 200 metros cuadrados, Ejercicio Plástico, en el piso, paredes y techo en forma de bóveda del sótano de la quinta Los Granados, propiedad de Natalio Félix Botana, el millonario propietario del periódico Crítica. Siqueiros realiza el mural con la colaboración de los pintores argentinos Lino Enea Spilimbergo, Antonio Berni, Juan Carlos Castagnino y el pintor uruguayo Enrique Lázaro.
Natalio Botana y David Alfredo Siqueiros compartían la pasión por el arte, ambos con visiones de la vida e ideologías que a primera vista demostraban ser completamente diferentes. El primero, un hombre que manejaba la opinión pública del país con su diario Crítica, y el segundo que con su arte generaba amor y odio, revolucionando las calles a través de murales socialistas con connotaciones absolutamente políticas.
Este mural es el leit motiv para contar una historia que tiene intriga, sexo, traiciones, mentiras y hasta cierto sentido del humor entre los principales personajes: Siqueiros, su esposa, la poeta uruguaya Blanca Luz Brum, Botana, su mujer Salvadora Medina Onrubia y el poeta chileno Pablo Neruda, y, como una suerte de personaje más, la quinta Los Granados, en la que transcurre la historia. La película trata de reflejar el clima político de la época y el conflicto de un pintor, defensor del concepto del arte como experiencia para las masas y comunista activo realizando en una casa privada un mural que sólo verían los amigos de su millonario dueño.

## Reparto
- Bruno Bichir como David Alfaro Siqueiros
- Ana Celentano como Salvadora Medina Onrubia
- Luis Machín como Natalio Félix Botana
- Carla Peterson como Blanca Luz Brum
- Sergio Boris como Pablo Neruda
- Mónica Galán como Victoria Ocampo
- Luis Campos como Presidente Agustín Pedro Justo
- Camilo Cuello Vitale como Carlos Botana
- Rocío Sandor como Georgina Botana
- Mathias Sandor como Jaime Botana
- Rodrigo Noya como Helvio Botana
- Juan Palomino como Saravia
- Marcos Woinski como Anarquista Marek
- Regina Lamm como Bebé Sansinena
- Francisco Cocuzza como Viejo fascista
- Stella Gallazzi como Fräulein Pupy

## Cuestiones históricas
Siqueiros estuvo en Argentina durante algunos meses de 1933. En los primeros minutos de la película se muestran, para reflejar el clima de época, hechos que no fueron simultáneos, como la muerte de José Félix Uriburu (1932), el asesinato de Enzo Bordabehere (1935) y la llegada a la Argentina de los restos de Carlos Gardel (1935).

## Recepción
El crítico de Rosariocine escribió:

El Mural es un muy buen ejemplo de cine nacional...una película atrapante...que ahonda en ese abultado juego de pasiones entrecruzadas que se dan, incluso con escenas de erotismo de alto voltaje, y hasta una serie de trágicos sucesos como el suicidio del hijo adolescente mayor de Botana... Los valores del filme están dados por una excelentísima fotografía e iluminación de Félix Monti, una dirección de arte de lujo de Emilio Basaldúa, y el montaje de Marcela Sáenz, las actuaciones son espléndidas en los casos de Luis Machín como un Botana antológico, el mejicano Bruno Bichir como Siqueiros, y Ana Celentano, ya una marca registrada en su talentosidad al servicio del cine criollo, aquí como la esposa: Salvadora. En tanto, Carla Peterson es la menos lograda, casi un esquemita de su Blanca Luz Brum. También resalta la música de Eduardo Gamboa, que es muy marcada y acorde. En definitiva, un gran fresco de la historia argentina con sus pro y sus contras, con sus miserias y oropeles”.

En su crítica para La Nación dijo Adolfo C. Martínez:

“Héctor Olivera … supo componer con atenta mirada esos personajes que transitaron por la historia argentina. Con una minuciosa reconstrucción de época que abarca desde la mansión de Botana hasta las instalaciones del mítico diario, pasando por calles y lugares típicos de aquellos tiempos, el realizador demuestra una vez más su pericia para retratar a Siqueiros y especialmente a Botana y su familia, insertos estos últimos en las convenciones de la época, y a ello ayuda el casting de sus actores. Así Luis Machín como Botana, el actor mexicano Bruno Bichir como Siqueiros y Carla Peterson, Ana Celentano y Sergio Boris supieron salir airosos de sus respectivos compromisos. No menos lograda es la fotografía de Félix Monti y, sobre todo, la labor de Graciela Galán, que recrea ajustadamente el vestuario de la época. El mural es, pues, un logrado intento de Olivera de sumar a su extensa filmografía un momento más de las páginas de nuestro devenir histórico, y lo hace con el oficio y la sensibilidad que siempre puso de manifiesto en toda su filmografía.”

Por su parte, Kekena Corvalán opinó que la película tiene una buena dirección de arte, a cargo de Emilio Basaldúa, y que las actuaciones que se destacan "son las de Natalio Botana (Luis Machín) y David A. Siquieros (Bruno Bichir), un actor mexicano que se compromete con el personaje temperamental que le toca componer", en tanto el resto de los personajes "queda como deglutido por la viveza y poder de Natalio Botana, centro de esta historia". El resultado es cinematográficamente prolijo. Sin nada formalmente osado en el planteo, es una película hecha técnicamente hablando. Más allá de esto, la película no pasa de una historia de pasiones cruzadas, donde en pos de crear un marco a la historia, la trama simplifica la red de relaciones de personajes densos y contradictorios, algunos de los cuales quedan muy desdibujados; el caso más evidente en este sentido es el de Salvadora Onrubia, su esposa, mujer con un peso propio indiscutible como militante anarquista, encarcelada por Uriburu, periodista y poeta, que aparece hundida en un denigrante "resentimiento" y asimismo los otros pintores que parecen meros aprendices, sin ideología política ni experiencia plástica. El Mural no logra superar el nivel del melodrama. No es que no sea interesante el género, pero la densidad de los personajes en cuestión y lo fundante de las experiencias que relata en cuanto a la conformación del campo cultural y artístico argentino despiertan grandes expectativas de una película que pueda narrarlo.

## Premios y nominaciones
| Mejor Fotografía                   | Félix Monti        | Ganador  |
| Mejor Montaje                      | Marcela Sáenz      | Ganadora |
| Mejor Dirección Artística          | Emilio Basaldúa    | Ganador  |
| Mejor Diseño de Vestuario          | Graciela Galán     | Ganadora |
| Mejor Maquillaje y Caracterización | Beatuska Stanislaw | Ganadora |